# Alex Delvecchio
Alexander Peter Delvecchio, detto Alex (Fort William, 4 dicembre 1931 – Rochester, 1º luglio 2025), è stato un hockeista su ghiaccio e allenatore di hockey su ghiaccio canadese.

## Biografia
Nel corso della sua carriera giocò con Fort William Rangers (1947-1949, 1949/1950), Port Arthur Bruins (1948/1949), Oshawa Generals (1950/1951), Indianapolis Capitals (1951/1952) e soprattutto Detroit Red Wings (1950-1952, 1952-1974).
Da allenatore guidò i Detroit Red Wings dal 1973 al 1977.
Si aggiudicò in tre occasioni il Lady Byng Memorial Trophy (1959, 1966, 1969).
Nel 1977 fu inserito nella Hockey Hall of Fame.